# حشره‌خوار گوش‌کوچک توماس
حشره‌خوار گوش‌کوچک توماس (نام علمی: Cryptotis thomasi) نام یک گونه از سرده حشره‌خوار گوش‌کوچک است.